# Seznam ekvadorskih kardinalov
Seznam ekvadorskih kardinalov.

## E
- Bernardino Echeverría Ruiz

## C
- Luis Gerardo Cabrera Herrer

## G
- Antonio José González Zumárraga

## M
- Pablo Muñoz Vega

## T
- Carlos María Javier de la Torre

## V
- Raúl Eduardo Vela Chiriboga